# Hole (Norwegen)
Hole ist eine Kommune im norwegischen Fylke Buskerud. Die Kommune liegt im Großraum Oslo und hat 7065 Einwohner (Stand: 1. Januar 2025). Verwaltungssitz ist die Ortschaft Vik. In der Kommune liegt die Insel Utøya, auf der am 22. Juli 2011 im Rahmen der Anschläge in Norwegen 69 Menschen getötet worden sind.

## Geografie

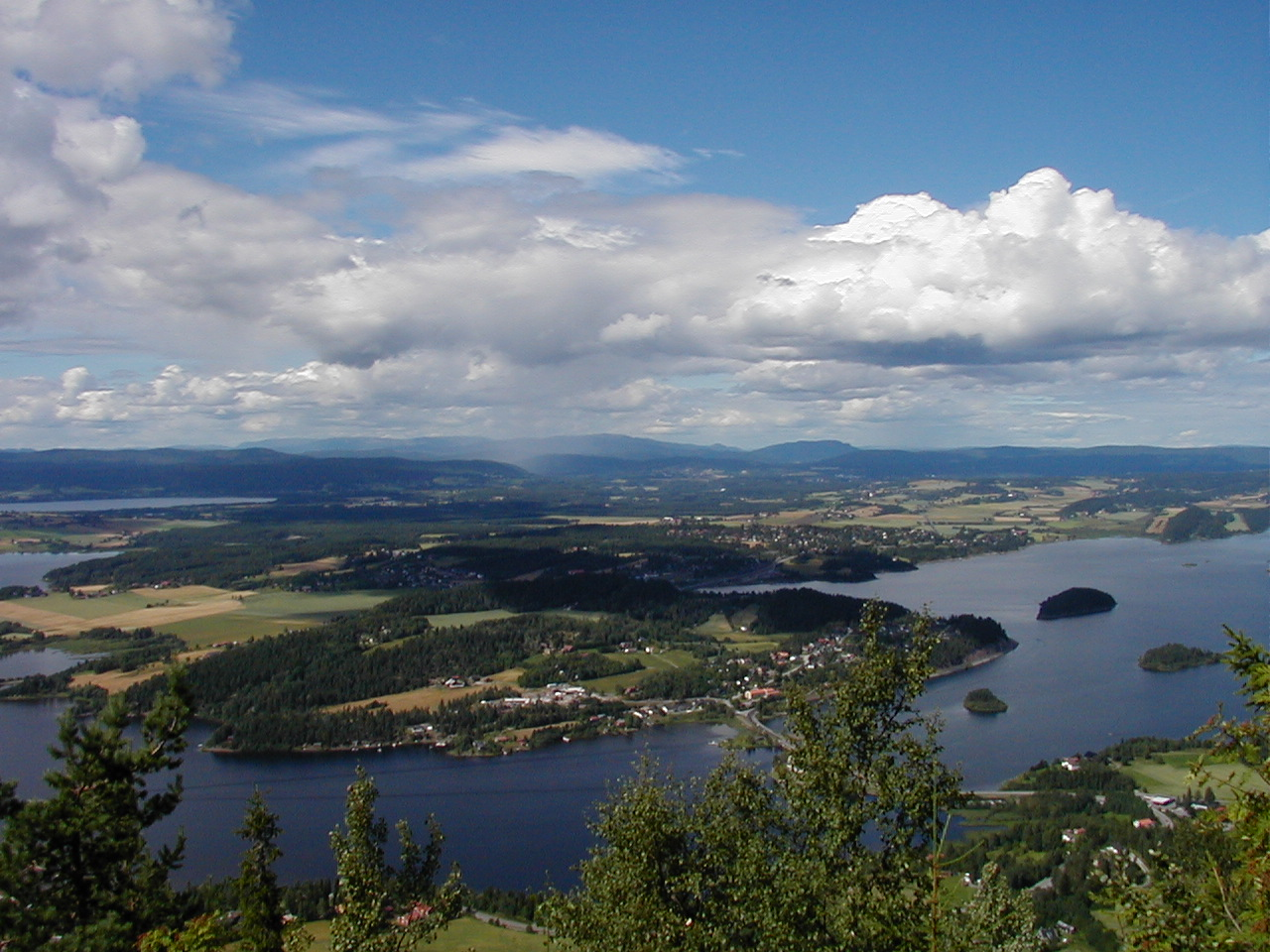
Blick auf den See Tyrifjorden und die Holehalvøya

Hole liegt nordwestlich der norwegischen Hauptstadt Oslo. Die Gemeinde grenzt im Norden, Westen und Osten an Ringerike, im Südosten an Bærum, im Süden an Lier sowie im Südwesten an Modum. Die Grenze zu Lier verläuft teilweise und die zu Modum vollständig im See Tyrifjorden. Der nordöstliche Teil des Sees gehört zu Hole. Mit einer Fläche von etwa 137 km² und einer Tiefe von 330 Metern ist der Tyrifjorden der flächenmäßig fünftgrößte und der siebttiefste See Norwegens. Der See hat mehrere Arme. Zwischen dem nordwestlichen Arm Nordfjorden und dem nordöstlichen Arm Steinsfjorden liegt die Halbinsel Holehalvøya, wo sich auch die Ortschaft Vik befindet. Im zu Hole gehörenden Teil des Sees liegen mehrere Inseln, unter anderem die Frognøya, die Storøya, die Herøya und die etwas kleinere Utøya. Die Gesamtfläche der Kommune beträgt 192,68 km², wobei Binnengewässer zusammen 58,04 km² ausmachen.
Im Osten der Kommune liegt das Waldgebiet Krokskogen. Dieses geht in die Oslomarka ein. Im Osten der Kommune liegen auch die höchsten Erhebungen Holes. Die Erhebung Mørkreiåsen auf der Grenze zu Ringerike stellt mit einer Höhe von 574 moh. den höchsten Punkt der Kommune Hole dar.

## Einwohner
Der Großteil der Einwohner Holes lebt auf der Halbinsel Holehalvøya. Vor allem auf Grund der Nähe zu Oslo ist die Zahl der Einwohner seit den 1950er-Jahren stark angewachsen. Im Zeitraum von 1960 bis 2014 verdoppelte sich die Einwohnerzahl. In der Gemeinde liegen mehrere sogenannte Tettsteder, also mehrere Ansiedlungen, die für statistische Zwecke als eine städtische Siedlung gewertet werden. Vollständig in Hole befinden sich Steinsåsen mit 2087, Gomnes mit 366, Kroksund mit 341 und Sundvollen mit 1203 Einwohnern (Stand: 1. Januar 2024). Vom Tettsted Helgelandsmoen leben 539 der insgesamt 607 Einwohner in Hole, der Rest zählt zur Kommune Ringerike.
Die Einwohner der Gemeinde werden Holeværing genannt. Offizielle Schriftsprache ist Bokmål, also die weiter verbreitete der beiden norwegischen Sprachformen.
| Jahr          | 1986 | 1990 | 1995 | 2000 | 2005 | 2010 | 2015 | 2020 | 2025 |
| ------------- | ---- | ---- | ---- | ---- | ---- | ---- | ---- | ---- | ---- |
| Einwohnerzahl | 4236 | 4485 | 4630 | 4977 | 5229 | 5976 | 6698 | 6799 | 7065 |

## Geschichte

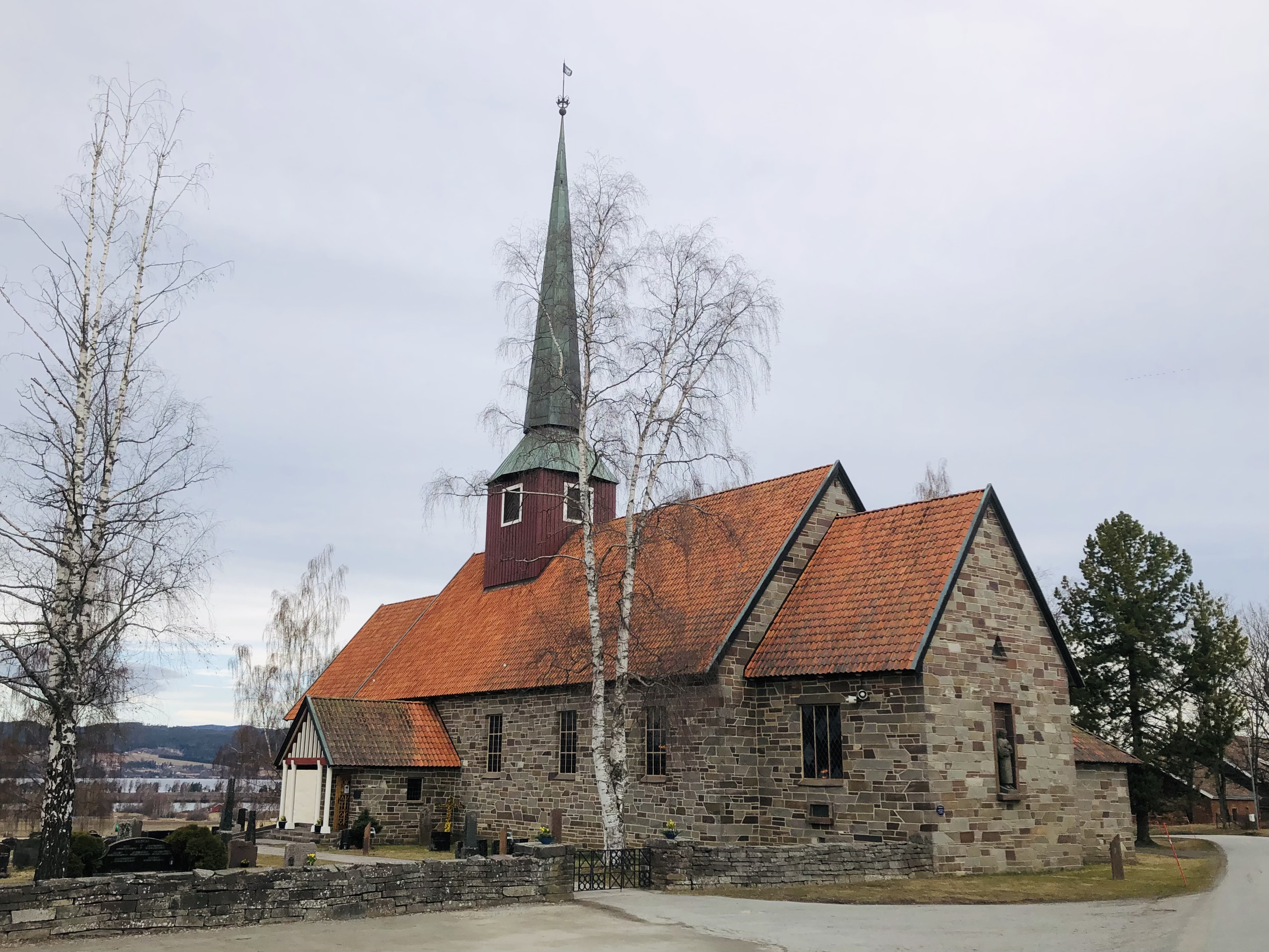
Hole kirke

Hole wurde im Rahmen der Einführung der lokalen Selbstverwaltung im Jahr 1837 gegründet. Zum 1. Juli 1916 erfolgte die Aufspaltung in Hole mit 2115 und Tyristrand in 1700 Einwohner. Ein von 24 Personen bewohntes Gebiet wurde 1948 an die Gemeinde Norderhov überführt, zugleich ging von Norderhov ein Areal mit 36 Bewohnern an Hole über. Im Jahr 1955 kam es erneut zu einer kleinen Grenzjustierung. Von dieser waren neun Bewohner betroffen, die von Lier an Hole übergingen. Am 1. Januar 1964 wurde Hole mit zu diesem Zeitpunkt 3184 und Tyristrand mit zu diesem Zeitpunkt 1714 Einwohnern gemeinsam mit Hønefoss, Norderhov, Ådal und einem kleinen Teil von Krødsherad zu Ringerike zusammengelegt. Zum Jahresbeginn des Jahres 1977 wurde Hole erneut eigenständig. Grundlage für die Neugründung war das Gemeindegebiet, wie es zwischen 1955 und 1963 Bestand hatte. Hole hatte bei seiner Neugründung 3915 Einwohner. Mit dem Übergang des von 13 Personen bewohnten Tandbergs von Ringerike an Hole kam es zum 1. Januar 1980 wiederum zu einer kleineren Grenzänderung. Nach der landesweiten Regionalreform gehörte Hole von 2020 bis 2023 zum Fylke Viken.

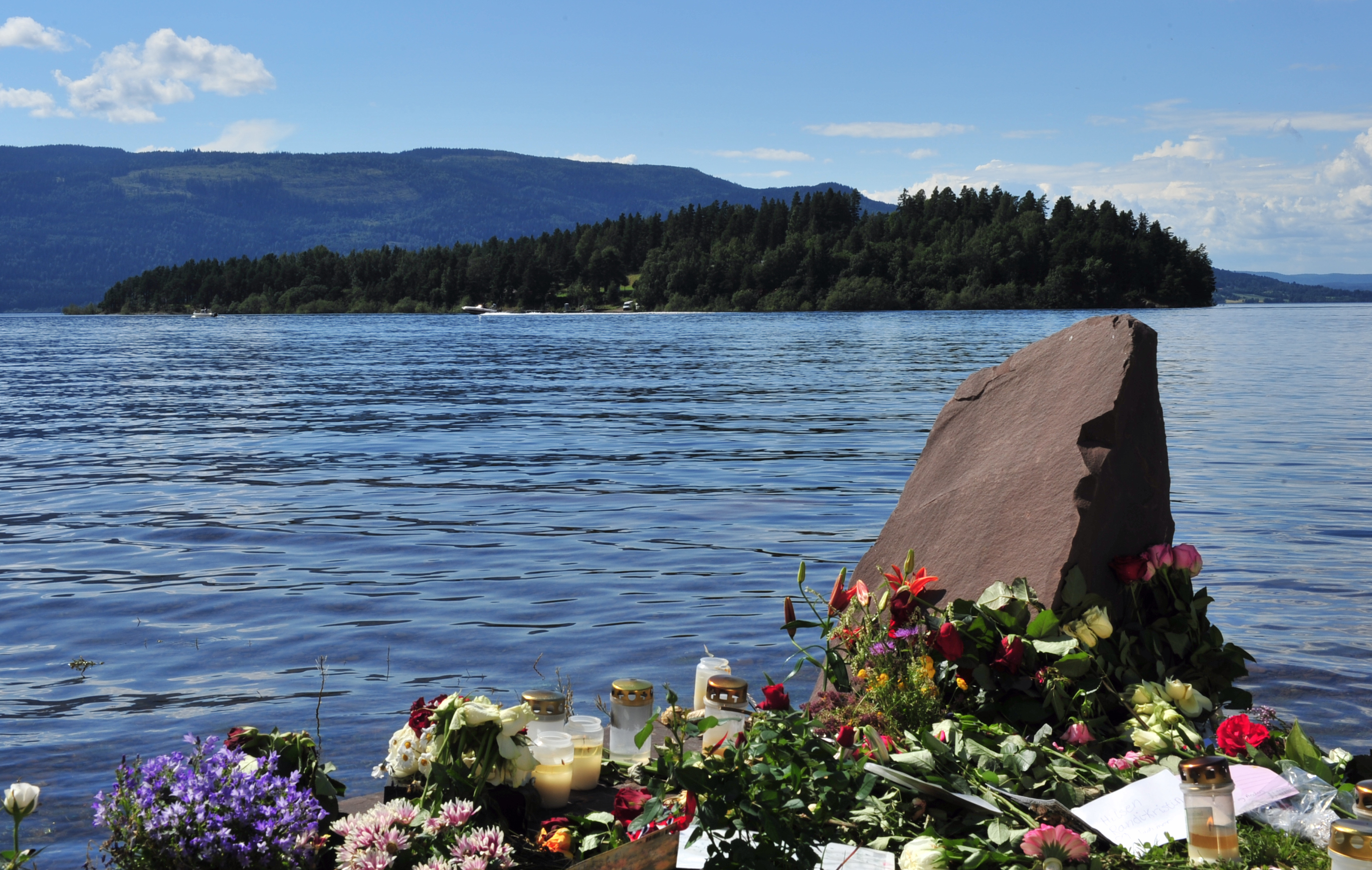
Blick auf die Insel Utøya im Juli 2011

In der Kommune befinden sich mehrere historische Funde aus der Steinzeit. Im Grabhügel Halvdanshaugen in Stein soll der Saga zufolge den Schädel von Halvdan Svarte liegen. Bronzezeitlich sind die Felsritzungen von Sundvollen. Der hier gefundene Runenstein von Svingerud stammt als ältester bisher gefundener Runenstein aus der Zeit von 1 bis 250 n. Chr. In Bøsnes soll der Königshof von Sigurd Syr gelegen haben. Dort soll Olav der Heilige aufgewachsen sein. Der Dichter und Märchensammlung Jørgen Moe ist ebenfalls in Hole aufgewachsen.
Mit der Hole kirke und der Bønsnes kirke liegen zwei Kirchen in Hole. Erstere wurde um das Jahr 1200 herum erbaut und über die Zeit hinweg mehrfach erweitert und umgebaut. Im Jahr 1943 brannte sie vollständig ab, wobei nur die Mauern des ursprünglichen Gebäudes überblieben. Bis 1950 wurde die Kirche anschließend neu aufgebaut. Die Bønsnes kirke wurde um 1100 erbaut. Ab etwa 1500 begann die Kirche zu verfallen, ab 1677 wurde sie gar nicht mehr genutzt. Im 18. Jahrhundert wurde sie saniert und wieder in Verwendung genommen.
Die Insel Utøya im Tyrifjorden liegt im Besitz von der Parteijugend der Arbeiderpartiet, der Arbeidernes Ungdomsfylking (AUF). Dort werden jährlich im Sommer Camps der AUF abgehalten. Am 22. Juli 2011 wurden auf der Insel vom rechtsextremistischen Terroristen Anders Behring Breivik 69 Personen ermordet. Der Mord gilt als der schwerste Massenmord der norwegischen Geschichte.

## Wirtschaft und Infrastruktur

### Verkehr
Durch die Kommune führt die Europastraße 16 (E16). Sie verläuft von Bærum aus in den Norden nach Hole, wo sie zunächst am Ostufer des Tyrifjordens entlang in den Norden führt. Am Kroksund führt die Straße über eine Brücke über den Tyrifjorden an das Westufer des Seearms Steinsfjorden. Von dort verläuft die E16 über die Holehalvøya weiter in den Norden nach Ringerike.

### Wirtschaft
Für die Landwirtschaft ist in Hole der Anbau von Getreide und Obst typisch. Nur von geringerer Bedeutung ist die industrielle Produktion. Im Jahr 2020 arbeiteten von über 3400 Arbeitstätigen nur etwas über 1000 in Hole selbst, jeweils über 500 waren in Ringerike, Oslo und Bærum tätig.

## Wappen
Das Wappen zeigt in Rot vier pfahlgestellte, dreizackige, goldene Kronen. Es ist seit 1985 das offizielle Wappen der Kommune. Die Kronen stehen für die vier Könige, die in Hole residierten:
- Kleinkönig Halvdan Svarte (ca. 820–ca. 860)
- Kleinkönig Sigurd Syr (–1018)
- Olav der Heilige (995–1030), König von Norwegen
- Harald Hardråde (1015–1066), König von Norwegen

## Persönlichkeiten
- Jørgen Moe (1813–1882), Schriftsteller und Bischof von Agder
- Gunnar Bråthen (1896–1980), Politiker und Gewerkschafter
- Olav Økern (1911–2000), Skilangläufer
- Borghild Niskin (1924–2013), Skirennläuferin